# Ligue 2 2014-15
La temporada 2014-15 de la Ligue 2 fue la 76.ª temporada desde su creación.
Troyes AC fue el campeón de esta edición, obteniendo su primer título de la Ligue 2.

## Equipos participantes

### Ascensos y descensos
| Pos | a Ligue 1 |
| --- | --------- |
| 1.º | Metz      |
| 2.º | Lens      |
| 3.º | Caen      |

| Pos  | a Championnat National |
| ---- | ---------------------- |
| 19.º | Istres                 |
| 20.º | CA Bastia              |

| Pos | a Ligue 2       |
| --- | --------------- |
| 1.º | Orléans         |
| 3.º | Gazélec Ajaccio |

| Pos  | de Ligue 1   |
| ---- | ------------ |
| 18.º | Sochaux      |
| 19.º | Valenciennes |
| 20.º | Ajaccio      |

### Equipos de la temporada 2014-15
| Club                   | Ciudad           | Estadio                     | Capacidad |
| ---------------------- | ---------------- | --------------------------- | --------- |
| AC Ajaccio             | Ajaccio          | Stade François Coty         | 10 446    |
| Gazélec Ajaccio        | Ajaccio          | Stade Ange Casanova         | 8000      |
| Angers SCO             | Angers           | Stade Jean Bouin            | 17 835    |
| Arles-Avignon          | Aviñón           | Parc des Sports             | 17 518    |
| AJ Auxerre             | Auxerre          | Stade de l'Abbé-Deschamps   | 21 379    |
| Stade Brestois         | Brest            | Stade Francis-Le Blé        | 15 097    |
| LB Châteauroux         | Châteauroux      | Stade Gaston Petit          | 17 173    |
| Clermont Foot          | Clermont-Ferrand | Stade Gabriel Montpied      | 11 980    |
| US Créteil             | Créteil          | Stade Dominique Duvauchelle | 12 150    |
| Dijon FCO              | Dijon            | Stade Gaston Gérard         | 16 098    |
| Laval FC               | Laval            | Stade Francis Le Basser     | 18 467    |
| Le Havre AC            | Le Havre         | Stade Océane                | 25 178    |
| AS Nancy               | Tomblaine        | Stade Marcel Picot          | 20 087    |
| Nîmes Olympique        | Nimes            | Stade des Costières         | 18 482    |
| FC Niort               | Niort            | Stade René Gaillard         | 10 886    |
| US Orléans             | Orléans          | Stade de la Source          | 7000      |
| FC Sochaux-Montbéliard | Montbéliard      | Stade Auguste Bonal         | 20 005    |
| Tours FC               | Tours            | Stade de la Vallée du Cher  | 16 327    |
| Troyes AC              | Troyes           | Stade de l'Aube             | 20 420    |
| Valenciennes FC        | Valenciennes     | Stade du Hainaut            | 25 172    |

## Clasificación
|  |     | Equipo               | PJ | PG | PE | PP | GF | GC | Dif. | Pts. |
|  | --- | -------------------- | -- | -- | -- | -- | -- | -- | ---- | ---- |
|  | 1.  | Troyes (C) (A)       | 38 | 24 | 6  | 8  | 61 | 24 | +37  | 78   |
|  | 2.  | Gazélec Ajaccio (A)  | 38 | 18 | 11 | 9  | 49 | 37 | +12  | 65   |
|  | 3.  | Angers (A)           | 38 | 18 | 10 | 10 | 47 | 30 | +17  | 64   |
|  | 4.  | Dijon                | 38 | 17 | 10 | 11 | 44 | 34 | +10  | 61   |
|  | 5.  | Nancy                | 38 | 15 | 13 | 10 | 53 | 39 | +14  | 58   |
|  | 6.  | Brest                | 38 | 14 | 15 | 9  | 41 | 27 | +14  | 57   |
|  | 7.  | Le Havre             | 38 | 14 | 13 | 11 | 47 | 37 | +10  | 55   |
|  | 8.  | Laval                | 38 | 11 | 21 | 6  | 41 | 34 | +7   | 54   |
|  | 9.  | Auxerre              | 38 | 12 | 16 | 10 | 48 | 42 | +6   | 52   |
|  | 10. | Sochaux              | 38 | 13 | 13 | 12 | 39 | 37 | +2   | 52   |
|  | 11. | Niort                | 38 | 11 | 17 | 10 | 41 | 42 | -1   | 50   |
|  | 12. | Clermont             | 38 | 12 | 13 | 13 | 43 | 47 | -4   | 49   |
|  | 13. | Nîmes(1)             | 38 | 12 | 10 | 16 | 44 | 57 | -13  | 46   |
|  | 14. | Créteil              | 38 | 10 | 15 | 13 | 44 | 52 | -8   | 45   |
|  | 15. | Tours                | 38 | 12 | 8  | 18 | 49 | 54 | -5   | 44   |
|  | 16. | Valenciennes         | 38 | 10 | 12 | 16 | 34 | 51 | -17  | 42   |
|  | 17. | Ajaccio              | 38 | 9  | 14 | 15 | 32 | 42 | -10  | 41   |
|  | 18  | Orléans (D)          | 38 | 9  | 13 | 16 | 36 | 47 | -11  | 40   |
|  | 19  | Châteauroux (D)      | 38 | 7  | 11 | 20 | 31 | 63 | -32  | 32   |
|  | 20  | Arles-Avignon (2)(D) | 38 | 7  | 9  | 22 | 31 | 59 | -28  | 30   |

|  | Ascendieron a la Ligue 1.               |
|  | Descendieron a la Championnat National. |

## Goleadores
| No | Jugador           | Club          | Goles |
| -- | ----------------- | ------------- | ----- |
| 1  | Mickaël Le Bihan  | Le Havre      | 18    |
| 2  | Jonathan Kodjia   | Angers        | 15    |
| 2  | Seydou Koné       | Niort         | 15    |
| 4  | Youssouf Hadji    | Nancy         | 14    |
| 4  | Karl Toko Ekambi  | Sochaux       | 14    |
| 6  | Youssef Adnane    | Tours / Brest | 13    |
| 6  | Anthony Le Tallec | Valenciennes  | 13    |
| 8  | Nicolas Fauvergue | Ajaccio       | 12    |
| 8  | Mana Dembélé      | Nancy         | 12    |
| 10 | Idriss Saadi      | Clermont      | 11    |
| 10 | Benjamin Nivet    | Troyes        | 11    |